# 于志舒
于志舒（？—？），字醇甫，號明醇，南直隶扬州府泰兴县民籍。明朝政治人物。

## 生平
冲龄博敏，精举子业，居恒与生徒子侄阐授经书，讲至色难无达诸篇，感念先人竟至泣下，登仕后，母年九十，孝事弗渝。萬曆四十六年（1618年）戊午科应天府鄉試舉人，天啓二年（1622年）壬戌科進士。通政司观政，四年授户部云南司主事，管理太仓。管太仓二年，余积羡米盈万计，又管太仓银库，解官随到收放，革从前陋规，绝无滞难，升铨部，天启六年丙寅以不附权珰削籍还乡，军民感惠者遮送数十里。归里后，留心理学，厚族敦友，一如素履，尤能博济，多活饥民。生平伉爽无靡节。所著有《绕指集》诸卷。